# Cổ phiếu ưu đãi
Cổ phiếu ưu đãi là một loại chứng khoán lai tạp có những đặc điểm vừa giống cổ phiếu thường, vừa giống trái phiếu.

## Đặc điểm
- a. Giống trái phiếu:

Mệnh giá của cổ phiếu ưu đãi: khác với mệnh giá thường chỉ có giá trị danh nghĩa, mệnh giá cổ phiếu ưu đãi rất quan trọng, có ý nghĩa trong việc chia cổ tức cố định.
Cổ tức của cổ phiếu ưu đãi: cổ tức của cổ phiếu ưu đãi được ấn định theo một tỷ lệ cố định trên mệnh giá.
- b. Giống cổ phiếu:

Phần vốn góp qua việc mua cổ phiếu là mua vĩnh viễn không được hoàn trả.

## Quy định của luật Việt Nam
Luật Doanh nghiệp 2005 và Luật Doanh nghiệp sửa đổi (2014) thì ngoài cổ phần phổ thông, công ty có thể quy định về các cổ phần ưu đãi khác, đó là:
a) Cổ phần ưu đãi biểu quyết;
b) Cổ phần ưu đãi cổ tức;
c) Cổ phần ưu đãi hoàn lại;
d) Cổ phần ưu đãi khác do Điều lệ công ty quy định.

Căn cứ các loại cổ phần này, doanh nghiệp sẽ phát hành các loại cổ phiếu ưu đãi tương ứng.